# Grassy Hill Light

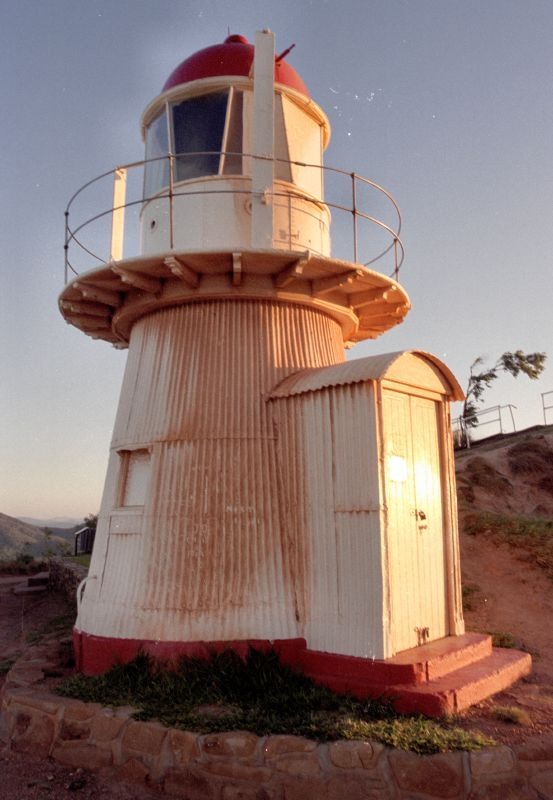
Cooktown lighthouse år 2005

Grassy Hill Light, också känd som Cooktown Light, är en aktiv fyr på Grassy Hill i närheten av Cooktown, Queensland, Australien, på södra sidan av Endeavour River.

## Historik
Då James Cook anlände till Australien 1770 steg han först iland på Grassy Hill. Drygt 100 år senare, i oktober 1873 grundades Cooktown i samband med guldruschen och blev snabbt en livaktig hamn. 1882 byggdes en tillfällig fyr på kullen. 1883 och 1884 gjorde George Poynter Heath två rapporter till parlamentet där han rekommenderade att den tillfälliga fyren ersattes av en permanent byggnad med adekvat utrustning.